# 方國榮 (管理學家)
方國榮，香港學者，紐約大學博士。現任香港金融管理學院副院長，香港公共行政學會會長，英國劍橋大學客座教授，上海同濟大學顧問教授，深圳清華大學研究院名譽教授，中國高級公務員培訓中心名譽教授，中國人民大學、深圳行政學院及天津大學客座教授，香港珠海學院英文系教授。